# Cupidesthes cuprifascia
Cupidesthes cuprifascia är en fjärilsart som beskrevs av James John Joicey och Talbot 1921. Cupidesthes cuprifascia ingår i släktet Cupidesthes och familjen juvelvingar. Inga underarter finns listade i Catalogue of Life.